# Pol Hermoso
Pol Hermoso Torné (Barcelona, 4 de mayo de 1995) es un actor español de cine y televisión conocido por interpretar a Uri en Merlí y a Rubén Entrerríos en Alba.

## Biografía
Nacido en Barcelona en 1995, comienza su carrera en la ficción catalana participando en series como La sagrada familia o Merlí. En 2016 participó en su primer largometraje de la mano de Manuela Burló Moreno en Rumbos. También participó en la película de Isabel Coixet Proyecto tiempo. En 2021 se incorpora al elenco principal de la serie Alba, versión de la serie turca Fatmagül'ün Suçu Ne? .

## Filmografía

### Cine
| Año  | Título          | Rol       | Director             |
| ---- | --------------- | --------- | -------------------- |
| 2016 | Rumbos          | Chico     | Manuela Burló Moreno |
| 2017 | Proyecto tiempo | David     | Isabel Coixet        |
| 2018 | El pacto        | Enfermero | David Victori        |

### Televisión
| Año         | Título             | Rol               | Canal         | Notas                               |
| ----------- | ------------------ | ----------------- | ------------- | ----------------------------------- |
| 2010 - 2011 | La sagrada familia | Joel Garcès Cases | TV3           | Elenco principal; 28 episodios      |
| 2015 - 2018 | Merlí              | Uri               | TV3 / Netflix | Elenco recurrente; 36 episodios     |
| 2015        | Centro médico      | Fran Belda        | TVE           | 1 episodio                          |
| 2021        | Alba               | Rubén Entrerríos  | Atresplayer   | Elenco principal; 13 episodios      |
| 2022 - 2023 | Sagrada familia    | Felipe Almonacid  | Netflix       | Elenco secundario 22 / Principal 23 |
| 2024        | Bandidos           | Leo               | Netflix       | Elenco principal                    |